# Spoorlijn Oberhausen - Emmerich
De Spoorlijn Oberhausen - Emmerich, ook wel Hollandstrecke genoemd, is een Duitse spoorlijn tussen Oberhausen en de Nederlandse grens bij Zevenaar. De spoorlijn is onder beheer van DB Netze en heeft als DB-registratienummer 2270.
De lijn vanuit Oberhausen Hauptbahnhof naar de aansluiting West Oro waar deze aansluit op de lijn DB 2278 is DB 2283. De parallelle lijn tussen Oberhausen Hbf Obo en Oberhausen Hbf Obn is DB 2282, de parallelle lijn tussen Oberhausen Hbf Obn en de aansluiting Grafenbusch is DB 2272.

## Geschiedenis
Het eerste plan voor de bouw van een spoorlijn langs de Rijn werd in de jaren 30 van de negentiende eeuw gemaakt, nog voor er überhaupt treinen in Nederland reden. Het traject is gebouwd door de Cöln-Mindener Eisenbahn-Gesellschaft (CME) en is in fases geopend:
- 1 juli 1856: Oberhausen – Dinslaken
- 20 oktober 1856: Dinslaken – Emmerich (ook Emmerik)
- 15 februari 1856: Emmerich - grens - Arnhem

### Toekomst
In verband met het toenemend goederenvervoer van de havens van Rotterdam en Amsterdam naar het Ruhrgebied en v.v. wordt een deel van het traject uitgebreid met onder meer een derde spoor tussen Oberhausen en Wesel en een aantal ongelijkvloerse kruisingen. Inmiddels heeft de deelstaat Noordrijn-Westfalen voor de aanleg hiervan, over een afstand van 73 kilometer, een bedrag van 1,5 miljard euro gereserveerd.

## Elektrische tractie
Het traject tussen Oberhausen en Emmerich werd tussen 1964 en 1966 geëlektrificeerd met een spanning van 15.000 volt (wisselspanning). In 1966 werd het traject tussen Emmerich en Arnhem Velperpoort geëlektrificeerd met een spanning van 1500 volt (gelijkspanning).
In Emmerich was de bovenleidingspanning van een aantal sporen omschakelbaar tussen de Nederlandse 1500 volt en de Duitse 15.000 volt. Hierdoor kon een locomotief van een internationale trein die niet geschikt is voor beide tractiesystemen op een wachtspoor gezet worden. Na het veranderen van de bovenleidingspanning kon een andere locomotief voor de trein geplaatst worden om de reis voort te zetten.
In de nacht van 19 juli 2016 werd het eerste gedeelte van de ombouw van de systeemwissel afgerond. In de richting Zevenaar Oost - Emmerich werd de bovenleiding voor gelijkstroom (twee rijdraden) verwijderd en werden nieuwe palen, isolatoren en bovenleiding (met de rijdraad) geïnstalleerd. Een transformatorstation voor 25 kV is gevestigd in Zevenaar Oost. De 25 kV 50 Hz bovenleiding van de Betuweroute loopt tot Emmerich-Elten bij km 67,732. Er volgt een stroomloos deel tot km 67,186 en vervolgens begint de 15 kV 16,7 Hz bovenleiding. In de andere richting is tot oktober 2016 de bovenleiding op dezelfde wijze omgebouwd.
Tussen Zevenaar Oost en Zevenaar bevindt zich nabij de aftakking naar de Betuweroute bij km 107,262 / 107,197 een spanningswissel van 25 kV naar 1500 V op het traject richting Arnhem voor ICE, de 
RE Arnhem Centraal-Düsseldorf Hbf en een aantal goederentreinen.

## Treindiensten
De Deutsche Bahn en NS International verzorgen het personenvervoer op dit traject met ICE-treinen. De Deutsche Bahn verzorgde het personenvervoer met RE- en RB-treinen tot 10 december 2016. De RB treinen werden tussen 11 december 2016 en 31 januari 2022 gereden door Abellio Rail.
Op 1 februari 2022 heeft VIAS Rail de treindiensten van Abellio overgenomen.
Op 6 april 2017 zijn de RB 35-treinen als RE 19 doorgetrokken naar Arnhem.
| Serie          | Treinsoort                           | Route | Bijzonderheden                                                 |
| -------------- | ------------------------------------ | --- | -------------------------------------------------------------- |
| 100 ICE 43     | Intercity-Express (NS International) | Amsterdam Centraal – Utrecht Centraal – Arnhem Centraal – Oberhausen Hbf – Duisburg Hbf – Düsseldorf Hbf ] / [ Hannover Hbf – Minden (Westf) – Herford – Bielefeld Hbf – Gütersloh Hbf – Hamm (Westf) – Hagen Hbf – Wuppertal Hbf ] – Köln Hbf – Siegburg/Bonn – Frankfurt (Main) Flughafen Fernbahnhof – Mannheim Hbf – Karlsruhe Hbf – Offenburg – Freiburg (Breisgau) Hbf – Basel Bad Bf – Basel SBB | Eén keer per dag tussen Amsterdam en Basel.                    |
| 120/220 ICE 78 | Intercity-Express (NS International) | Amsterdam Centraal – Utrecht Centraal – Arnhem Centraal – Oberhausen Hbf – Duisburg Hbf – Düsseldorf Hbf – Köln Hbf – Frankfurt (Main) Flughafen Fernbahnhof – Frankfurt (Main) Hbf | Wordt aangevuld door de serie 100 / ICE 43.                    |
| NJ 40420       | ÖBB Nightjet (ÖBB)                   | Amsterdam Centraal – Utrecht Centraal – Arnhem Centraal – Düsseldorf Hbf – Köln Messe/Deutz – Würzburg Hbf – Nürnberg Hbf – Regensburg Hbf – Wels Hbf – Linz Hbf – Sankt Pölten Hbf – Wien Meidling – Wien Hbf | Rijdt tussen Amsterdam en Nürnberg gekoppeld met NightJet 400. |
| RE 5 (RRX)     | Regional-Express (National Express)  | Wesel – Oberhausen Hbf – Duisburg Hbf – Düsseldorf Hbf – Köln Hbf – Bonn Hbf – Remagen – Andernach – Koblenz Hbf | Rhein-Express                                                  |
| 20000 RE 19    | Regional-Express (VIAS)              | Arnhem Centraal – Zevenaar – Emmerich-Elten – Emmerich – Wesel – Oberhausen Hbf – Duisburg Hbf – Düsseldorf Flughafen – Düsseldorf Hbf | Rhein-IJssel-Express                                           |
| 20000 RE 19a   | Regional-Express (VIAS)              | Bocholt – Dingden – Hamminkeln – Blumenkamp – Wesel – Oberhausen Hbf – Duisburg Hbf – Düsseldorf Flughafen – Düsseldorf Hbf | Bocholter Bahn                                                 |
| RB 35          | Regionalbahn (VIAS)                  | Wesel – Dinslaken – Oberhausen Hbf – Duisburg Hbf – Rheinhausen – Krefeld Hbf – Viersen – Mönchengladbach Hbf | Emscher-Niederrhein-Bahn                                       |

## Aansluitingen
In de volgende plaatsen is of was er een aansluiting op de volgende spoorlijnen:
Oberhausen Hbf
DB 2183, spoorlijn tussen Mülheim-Styrum en Oberhausen
DB 2271, spoorlijn tussen Oberhausen en Wesel
DB 2274, spoorlijn tussen Oberhausen en Duisburg-Ruhrort
DB 2275, spoorlijn tussen aansluiting Kolkmannshof en Oberhausen
DB 2277, spoorlijn tussen Oberhausen en Essen-Altenessen
DB 2278, spoorlijn tussen Oberhausen Obo en aansluiting Mathilde
DB 2282, spoorlijn tussen Oberhausen Obo en Oberhausen Obn
DB 2283, spoorlijn tussen Oberhausen Hauptbahnhof en Oberhausen West Oro
DB 2650, spoorlijn tussen Keulen en Hamm
Oberhausen Hbf Obn
DB 2271, spoorlijn tussen Oberhausen en Wesel
DB 2272, spoorlijn tussen Oberhausen Hbf Obn en de aansluiting Grafenbusch
DB 2281, spoorlijn tussen Oberhausen West en Oberhausen Hbf Obo
DB 2282, spoorlijn tussen Oberhausen Hbf Obo en Oberhausen Hbf Obn
DB 2321, spoorlijn tussen Duisburg-Wedau en Oberhausen Hbf Obn
Oberhausen-Sterkrade
DB 18, spoorlijn tussen Osterfeld en Sterkrade
DB 71, spoorlijn tussen Sterkrade en Walsum
DB 2206, spoorlijn tussen Wanne-Eickel en Duisburg-Ruhrort
Dinslaken
lijn tussen Hamborn Rbf en Zeche Lohbruch
Wesel
DB 14, spoorlijn tussen Wesel en Wesel Hafen
DB 2002, spoorlijn tussen Haltern en Büderich
DB 2263, spoorlijn tussen Wesel en Bocholt
DB 2271, spoorlijn tussen Oberhausen en Wesel
Empel-Rees
DB 2265, spoorlijn tussen Empel-Rees en Münster
Elten
DB 2266, spoorlijn tussen Zevenaar en Kleef
lijn tussen Amsterdam en Elten